# Filarfolket

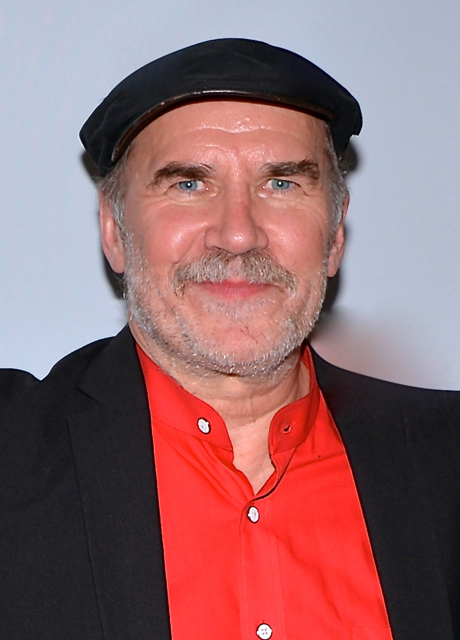
Ale Möller (2013)

Filarfolket var en svensk folkmusikgrupp från Malmö som bildades 1980 genom ombildning av den tidigare gruppen Birfilarna. Gruppen ingick i musikkollektivet Firma Kalabalik i Malmö och upplöstes 1990. 
Ale Möller är kanske den mest kände medlemmen. Övriga medlemmar var bland annat Dan Gisen Malmquist, Lasse Bomgren, Katarina Olsson, Ellika Frisell, Thomas Ringdahl och Sten Källman. Filarfolket vann en Grammis för bästa folkmusikalbum 1988.

## Diskografi
- 1980 – Birfilarmusik från Malmö
- 1982 – Utan tvekan[1]
- 1983 – Hönsafötter & Gulerötter
- 1985 – Live
- 1988 – Smuggel
- 1990 – Filarfolket 1980–1990
- 1993 – Vintervals